# M3 Medium Tank
Medium Tank M3, sedermera känd under namnen M3 Lee och M3 Grant från dess historiska brittiska benämningar, var en amerikansk-konstruerad medeltung stridsvagn som användes av de allierade under andra världskriget.
M3 Lee är bland annat känd för sin användning under ökenkriget i Nordafrika som varade från 1940 till 1943. Från och med maj 1943 ersattes M3 Lee av den bättre stridsvagnen M4 Sherman och användes då inte längre på den europeiska krigsskådeplatsen.
Totalt tillverkades cirka 6 500 exemplar av stridsvagnen i olika varianter.

## Namn

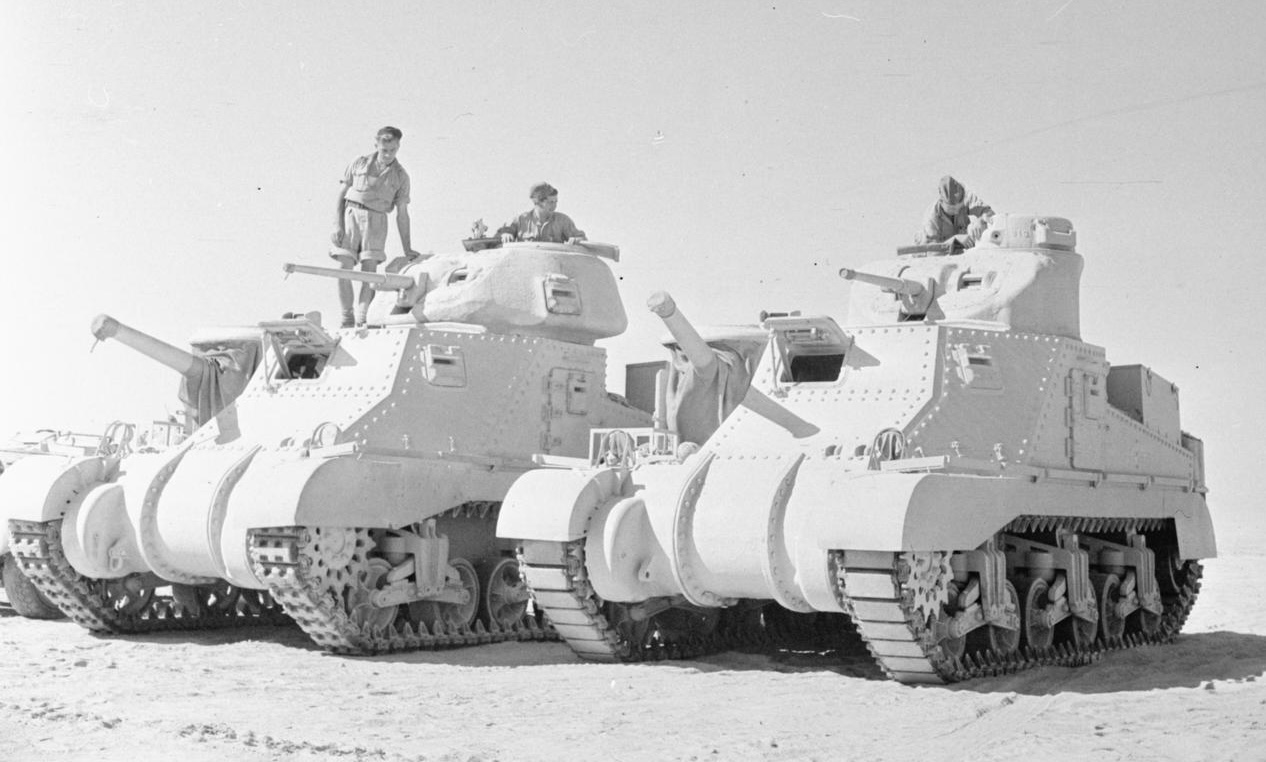
M3 Grant till vänster och M3 Lee till höger. Skillnaden syns på att Grant-vagnen saknar vagnchefens extratorn.

Namnen Lee och Grant kommer från Storbritanniens användning av vagnen. Storbritannien använde ursprungligen vagnar i samma konfiguration som de amerikanska vagnarna. Men då dessa vagnar inte var tillfredsställande beställdes nya vagnar med nytt torn och andra ändringar.
Vagnarna med det nya tornet fick namnet Lee I efter den konfedererade generalen Robert E. Lee, medan vagnarna med det amerikanska tornet fick namnet Grant I efter Ulysses S. Grant, Robert E. Lees historiske antagonist under det amerikanska inbördeskriget.
Amerikanska följdvarianter av Medium Tank M3, M3A1, M3A2, M3A3 och M3A4 kom att benämnas Lee II, Lee III, Lee IV och Lee V av britterna. Men konstigt nog kom M3A5 att benämnas Grant II, trots att den var försedd med det amerikanska tornet.

## Historik
M3 Medium Tank har sitt ursprung i den undermåliga M2 Medium Tank som byggdes i litet antal och endast användes i övningssyfte. Efter slaget om Frankrike i juni 1940, där de tyska pansarstyrkorna spelat en avgörande roll, insåg USA:s armé att man behövde en modern stridsvagn med tjockt pansar och en 75 mm kanon liknande den som satt i tyska Panzerkampfwagen IV och de franska Char B1 bis. M2 Medium Tank som designats på 1930-talet uppfyllde inte dessa krav (för tunt pansar och för klen huvudbeväpning) och dess tillverkning begränsade därför till förmån för en ny konstruktion, M3 Medium Tank.
Från början ville chefen för de amerikanska pansarstyrkorna, general Adna Chaffee, ha en stridsvagn med en 75 mm kanon i ett fullt roterande torn, dock skrinlades dessa planer då den amerikanska tillverkningsindustrin inte hade någon tidigare erfarenhet av att utforma och tillverka en stridsvagn med ett så stort torn. Lösningen blev att montera en 75 mm kanon i skrovet istället, med en 37 mm kanon i ett fullt roterande torn som ett komplement till huvudbeväpningen. Pansarstyrkorna var mycket missnöjda med M3 Medium Tank, men behovet av medeltunga stridsvagnar bedömdes så akut att den ändå tillverkades i ett stort antal. Behovet ökade när en brittisk inköpskommission, som sökte ersätta de tunga förlusterna av pansar efter slaget om Frankrike, anlände 1940. Helst ville kommissionen att USA skulle tillverka brittiska stridsvagnar, men hade lite att välja på eftersom både den amerikanska regeringen och industrin vägrade göra detta. Trots missnöje med utformningen så beställde kommissionen cirka 3.200 M3 Medium Tank och USA:s regering beställde 2.220 exemplar senare samma år. Britterna fick igenom vissa förändringar i de M3 Medium Tank de köpte, främst att radion skulle placeras i tornets baksida, nära befälet.
Utformningen var klar i januari 1941, och det första pilotfordonet blev klart 13 mars samma år. Det första serietillverkade exemplaret blev klart i april 1941, den första vagnen med brittiskt torn i juli 1941. Istället för en haubits med kort pipa (som på Char B1 bis) installerade man den mer kraftfulla M2 75 mm kanonen i M3 Medium Tank.

## Utformning

### Beväpning
Medium Tank M3 var beväpnad med två stycken kanoner; en 37 mm kanon i vagnens torn, och en 75 mm kanon i vagnen skrov. Tornkanonen bestod antingen av en 37 mm gun M5 stridsvagnskanon eller en 37 mm gun M6 stridsvagnskanon. Skillnaderna mellan typerna var att M6 hade ett 15 cm längre eldrör och ett halvautomatiskt bakstycke, jämfört med M5 som hade ett manuellt bakstycke. Annars var kanonerna lika och använde samma ammunition. Skrovkanonen bestod antingen av en 75 mm gun M2 infanterikanon eller en 75 mm gun M3 infanterikanon. Skillnaderna mellan typerna var att M3 hade ett längre eldrör och ett bakstycke med horisontalkil, jämfört med M2 som hade ett bakstycke med vertikalkil. Annars var kanonerna lika och använde samma ammunition. 178 stycken 37 mm patroner och 50 stycken 75 mm patroner lagrades i vagnen för de två kanonerna.
Vid installation av gyrostabilisering i vagnar försedda med 37 mm gun M5 och 75 mm gun M2 fick man förse kanonerna med motvikter på grund av deras kortare eldrör. 37 mm gun M5 fick en cylindrisk motvikt under eldröret medan 75 mm gun M2 fick en motvikt på eldrörets mynning. Detta berodde på att gyrostabilisatoranordningen var konstruerad för att hantera de längre eldrören av 37 mm gun M6 och 75 mm gun M3.
Som kulsprutebeväpning var Medium Tank M3 normalt beväpnad med fyra stycken 7,62 mm M1919A4 kulsprutor; två fastmonterade i skrovet, en i tornet parallellkopplad med 37 mm kanonen, och en rörlig i kanontornets extratorn, alternativt i rörlig lavett hos de versioner som saknade extratorn. De två kulsprutorna i skrovet var fastmonterade i sidled men kunde justeras i höjdled genom ett riktdon. Under eldgivning siktades de av föraren genom att vrida hela vagnen. Detta gjorde att de var svåra att träffa med och användes primärt för att skrämma bort fiender eller ge nedhållande eld. De kunde även monteras bort och användas med trepunktslavett på marken vid tillfälle. 9 200 stycken kulsprutepatroner lagrades i vagnen för de fyra kulsprutorna.

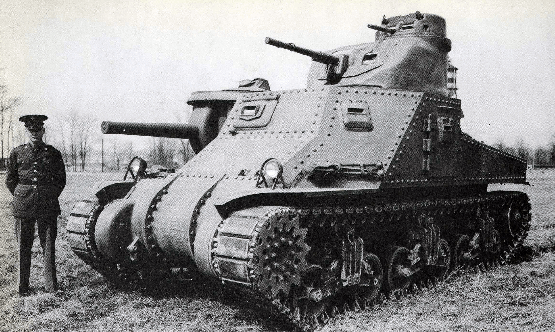
M3 Lee med M5 och M2 kanoner utan gyrostabilisering.
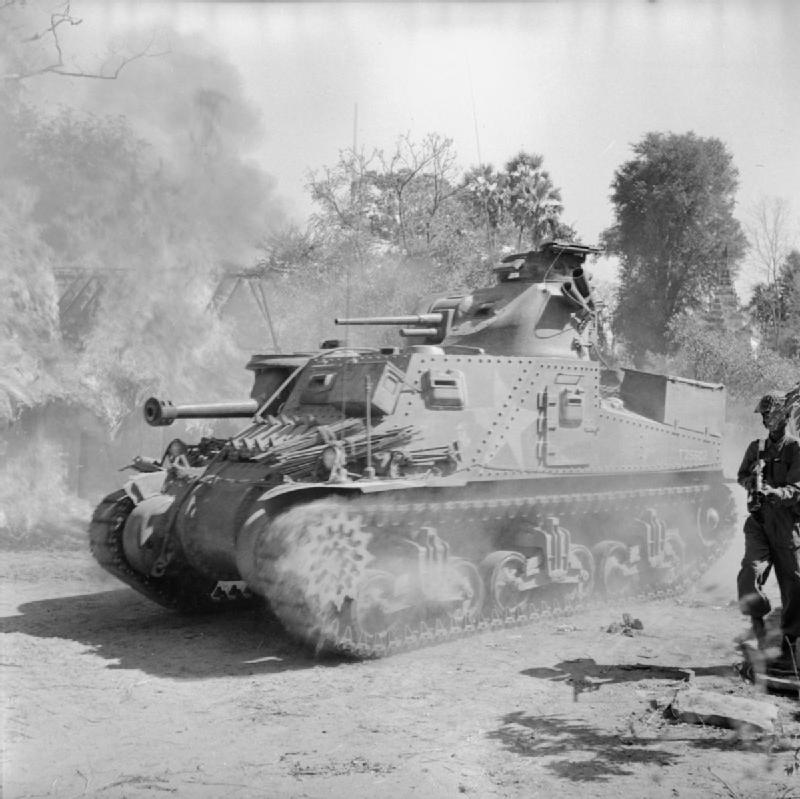
Lee I med M5 och M2 kanoner med gyrostabilisering.
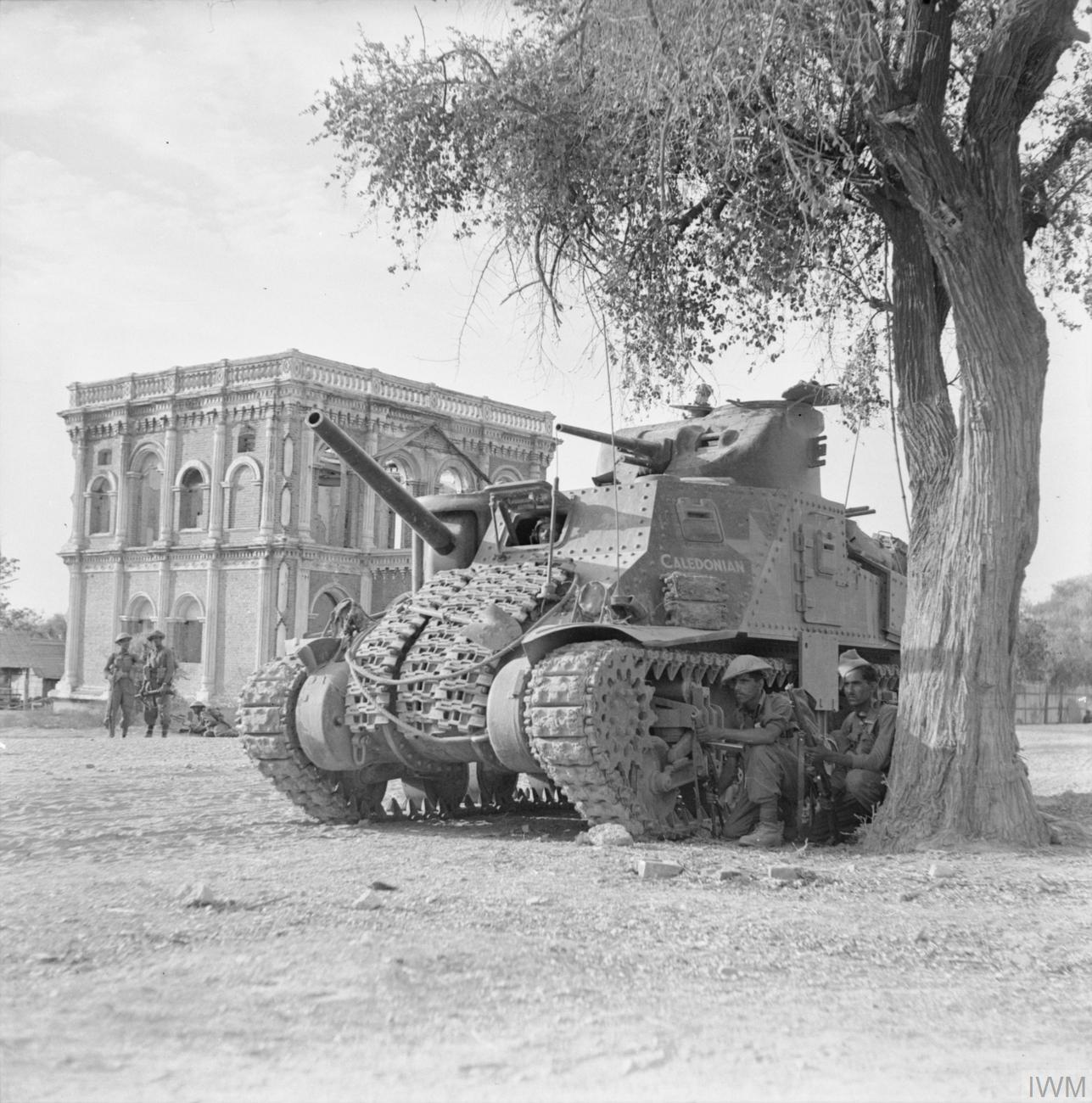
Grant II med den längre 75 mm M3 kanonen.
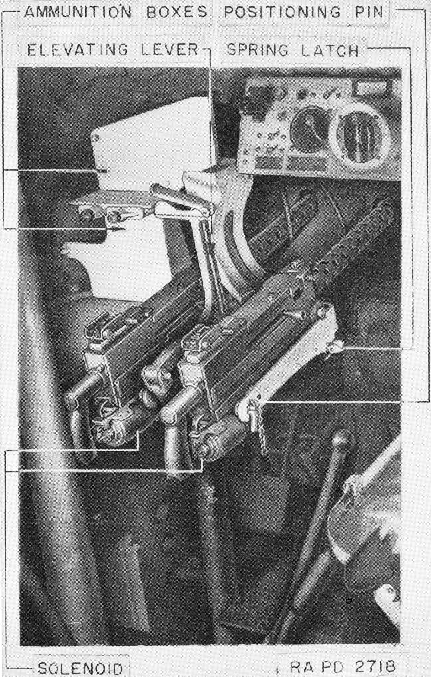
Medium Tank M3:s skrovkulsprutor

### Problematiska element i utformning

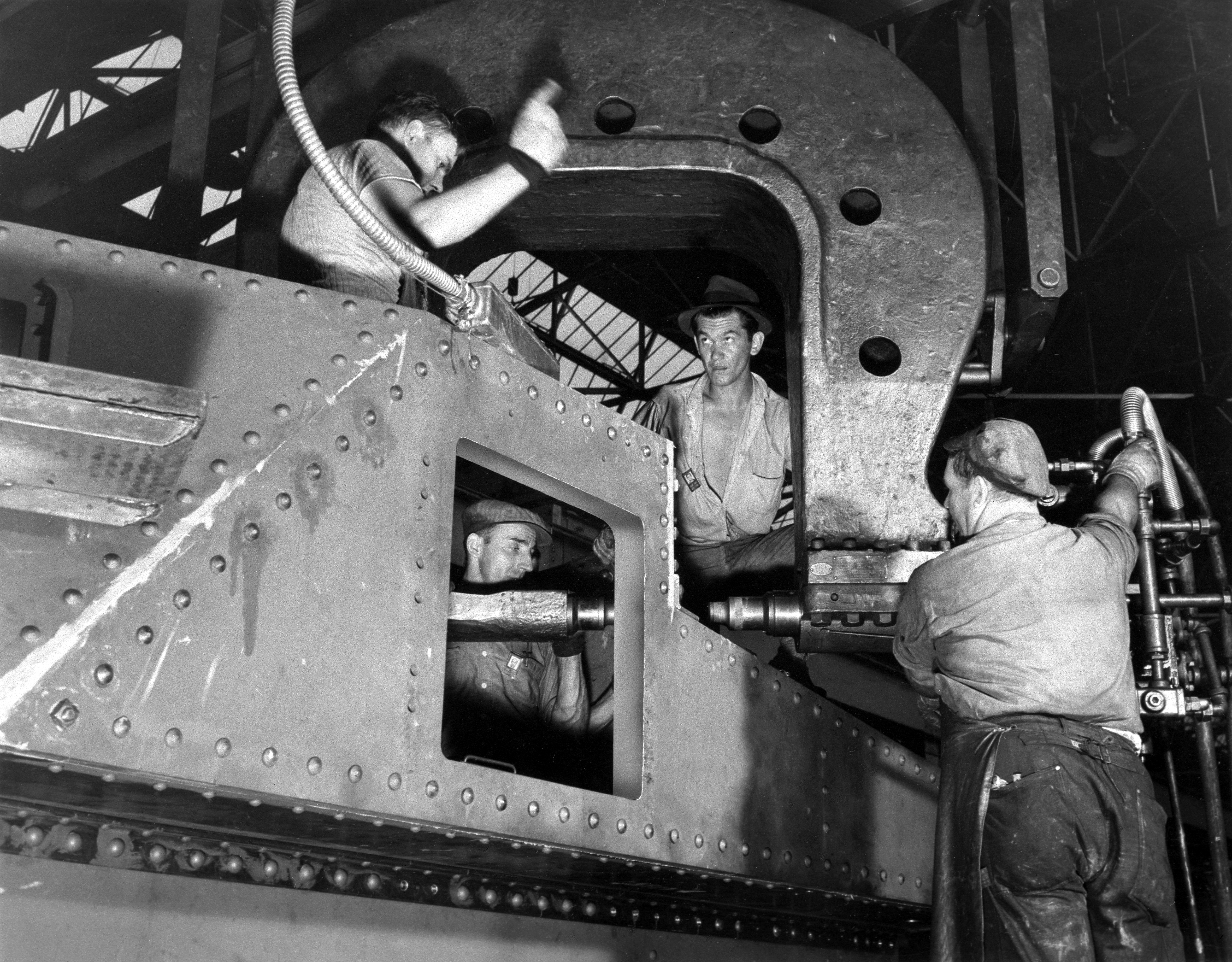
M3 Lee under tillverkning. Notera den stora jiggen som används för att bulta ihop pansaret.

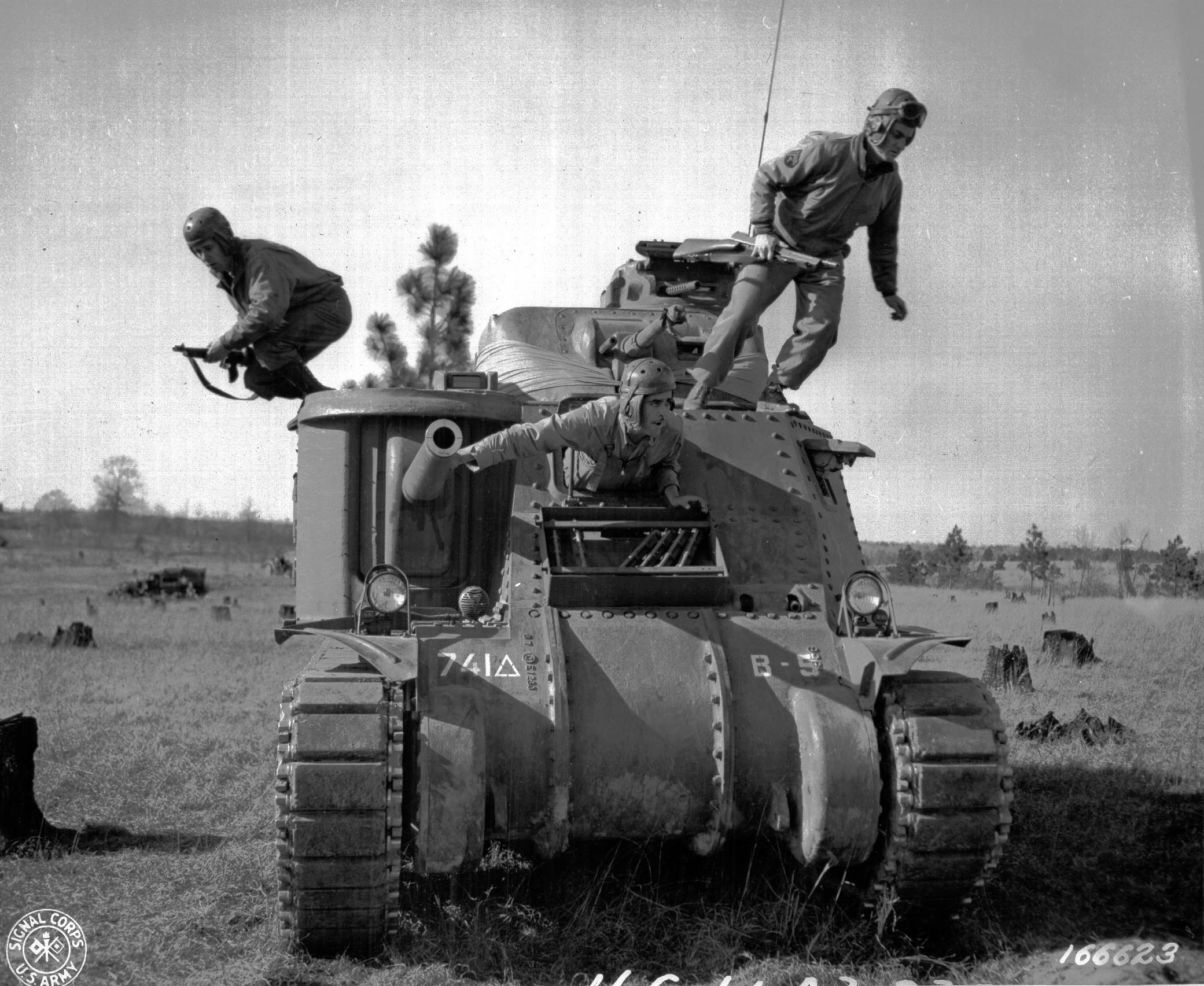
M3 Lee från fronten.

M3 Lee hade många nackdelar med dess utformning. 
Bland annat hade vagnen bultat pansar (istället för svetsat pansar som var normen under andra världskriget). Detta var problematiskt då även icke penetrerande träffar från inkommande pansarvärnsprojektiler i vagnens pansar kunde få nitarna att brista, vilket kunde resultera i att nitarnas inre huvuden, som var 25 mm i diameter, flög omkring inne i stridsrummet med hög hastighet och kunde skada eller döda besättningsmän vid träff.
Vagnen var även mycket hög i jämförelse med dess bredd och längd, vilket var problematiskt då vagnen blev svårare att gömma för fienden och gjorde att vagnen fick många stora flata pansarytor som inte kunde motstå fientliga pansarvärnsprojektiler speciellt väl.
Vagnens höjd berodde på flera saker. Bland annat var M3 Lee bestyckad med en stjärnmotor egentligen avsedd för flygplan, vilken i uppsatt position var mycket hög. Sedan hade vagnens kanontorn ett extratorn monterat ovanpå för att förse vagnchefen med en självständigt manövrerad kulspruta som kunde skjutas under skydd. Men den största faktorn till vagnens höjd berodde på att dess huvudbeväpning, en 75 mm kanon, satt monterad i skrovet istället för i tornet (som brukligt med stridsvagnar). I vagnens torn satt istället en sekundär 37 mm kanon. Vagnens höjd var ett resultat av huvudbeväpningens krav av plats för manövrering och hantering.
Att ha huvudbeväpningen i skrovet och sedan ett kanontorn ovanpå detta kom även att resultera i att vagnen behövde en mycket stor besättning för att vara stridsduglig, vilket i sig resulterade i en högre profil. Totalt krävdes 6 man för att göra vagnen fullt stridsduglig; en skytt och en laddare per kanon samt en förare och vagnchef. Vagnens radio var dessutom belägen i chassit vilket gjorde att vagnen till en början hade en sjunde man som agerade radiooperatör, men denna togs bort i senare skede då man kom på att en av de resterande 6 besättningsmännen kunde sköta radion. Även 5 besättningsmän ska ha använts vid tillfällen. Nackdelarna med en stor besättning är bland annat: att fler behöver utbildas med stridsvagnsbefattning för att enbart få en vagn i drift, att fler dör eller blir skadade om vagnen slås ut, att det blir svårare för vagnchefen att koordinera besättningen i strid, men primärt att vagnen behöver ha mycket utrymme för att alla besättningsmän ska kunna sköta sina arbetsuppgifter i strid, vilket gör att vagnen behöver vara större, vilket gör att vagnen får större profil och blir en större måltavla för fienden.
Förutom att ge vagnen en stor profil och problematisk besättning fanns det flera nackdelar i strid med att ha huvudbeväpningen i skrovet. Bland annat kunde M3 Lee inte skjuta med huvudbeväpningen i skrovläge (även kallat "halvbetäckt ställning"), vilket innebär att stridsvagnen gömmer skrovet bakom terräng eller dylikt medan tornet har fritt eldfält över detta. Ytterligare problematik var att man var tvungen att vrida hela vagnen för att i sidled rikta huvudkanonen i större vinklar.
I den brittiska Grant-konfigurationen försökte man så gott som möjligt åtgärda flera av de problem som Lee-konfigurationen hade. Bland annat försåg man vagnen med ett nytt torn som saknade vagnchefens extratorn. Det nya tornet var även bättre skyddat och hade större utrymme vilket tillät att man kunde flytta upp vagnens radio till tornets bakdel (engelska "turret-bustle") så att vagnchefen hade direkt tillgång och man kunde ta bort den sjunde besättningsmannen.

## Användning

### Sovjetunionen

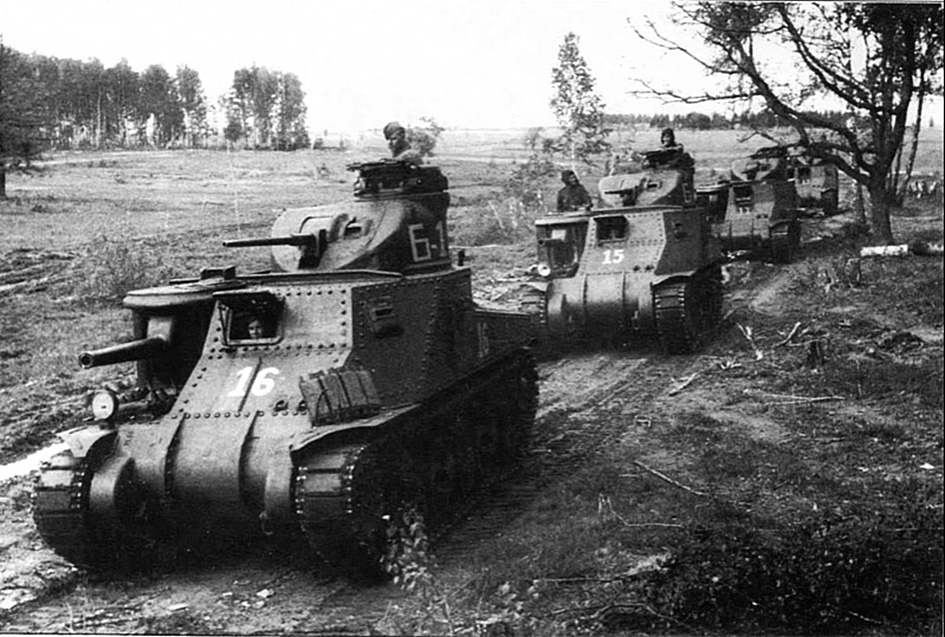
Ett kompani av M3 Lee från sovjetiska 6:e gardesarmén som är på väg mot frontlinjen under slaget vid Kursk, juli 1943.

Sovjetunionen kom att som krishjälp mot Nazityskland från USA genom "the Lend-Lease Act" få stora antal M3 Lee under andra världskriget. 
I sovjetisk tjänst betecknades vagnarna M3с (M3s) eller M3л (M3l), där с stod för средний (srednij) vilket betyder "medium", och л för легкий (legkij) vilket betyder "lätt". Vad som åtskiljer M3с och M3л är okänt.

## Varianter
varianter i urval, brittiska namn i parentes
- Medium Tank M3 (Lee I)[1]
- Medium Tank M3A1 (Lee II)[1]
- Medium Tank M3A2 (Lee III)[1]
- Medium Tank M3A3 (Lee IV, samt Lee V)[1]
- Medium Tank M3A4 (Lee VI)[1]
- Medium Tank M3A5 (Grant II)[1]
- (Grant I)[1]

## Användare
användare i urval
- USA
- Storbritannien
- Sovjetunionen
- Australien

## Galleri

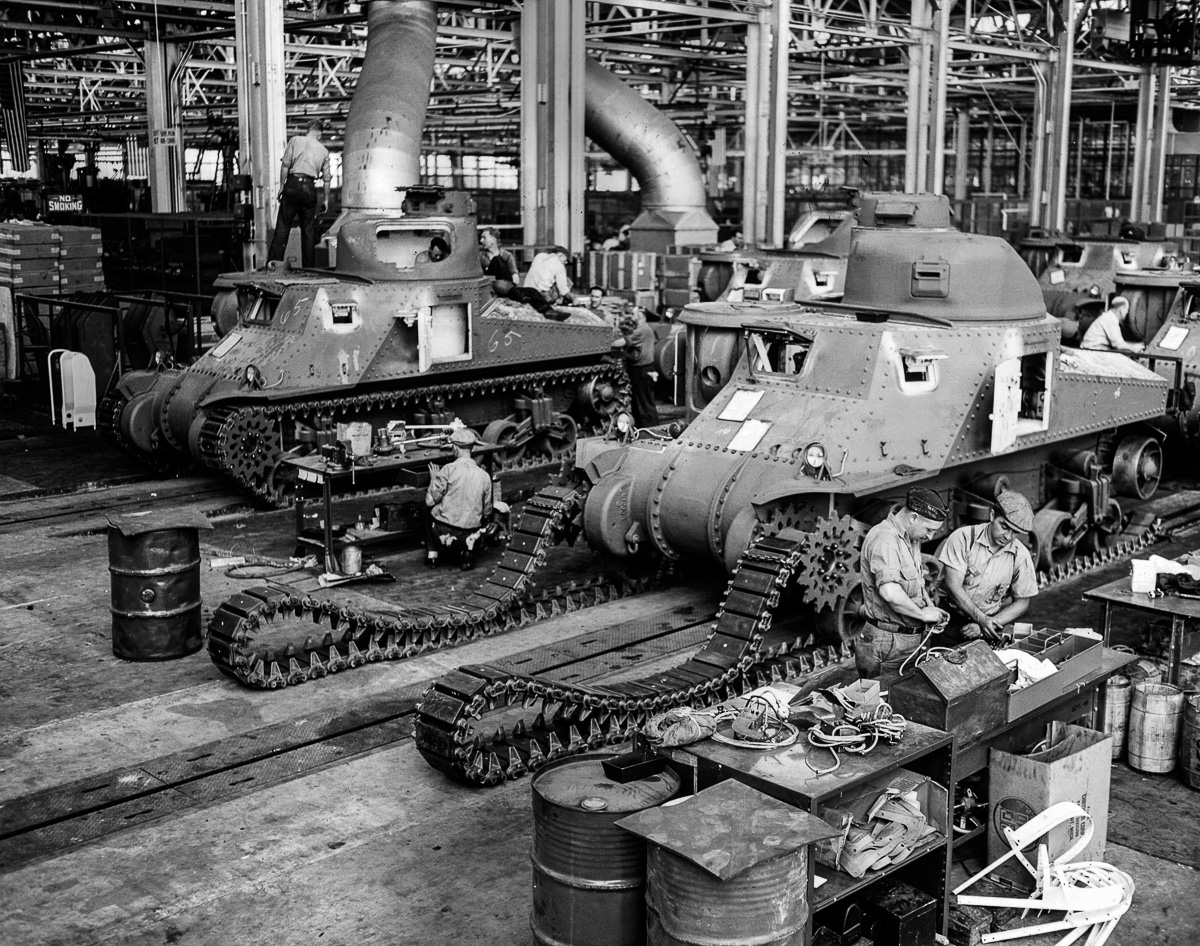
M3 Lee under tillverkning hos Chrysler.
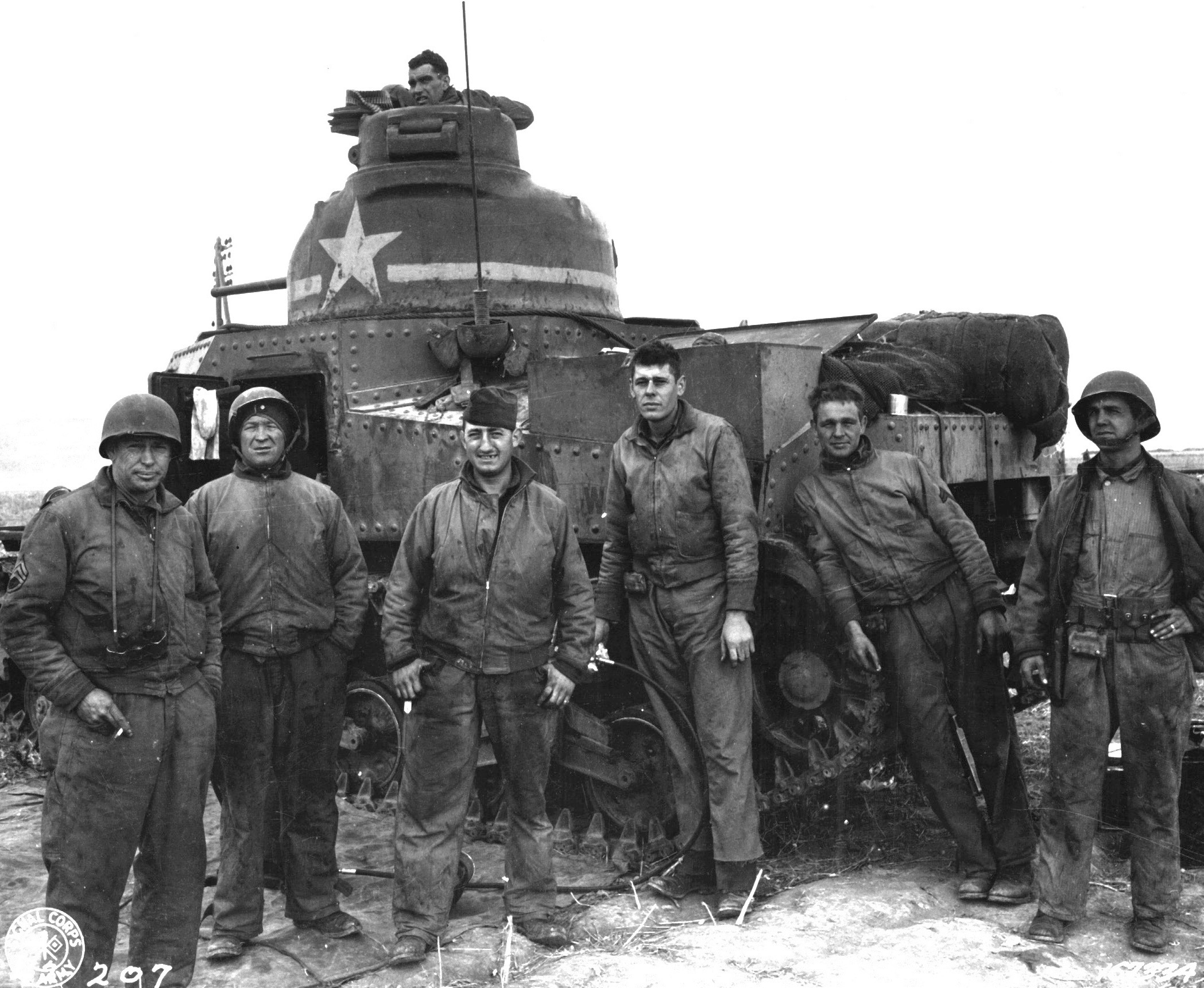
M3 Lee med besättning vid Souk el Arba, Tunisien, November 23, 1942.
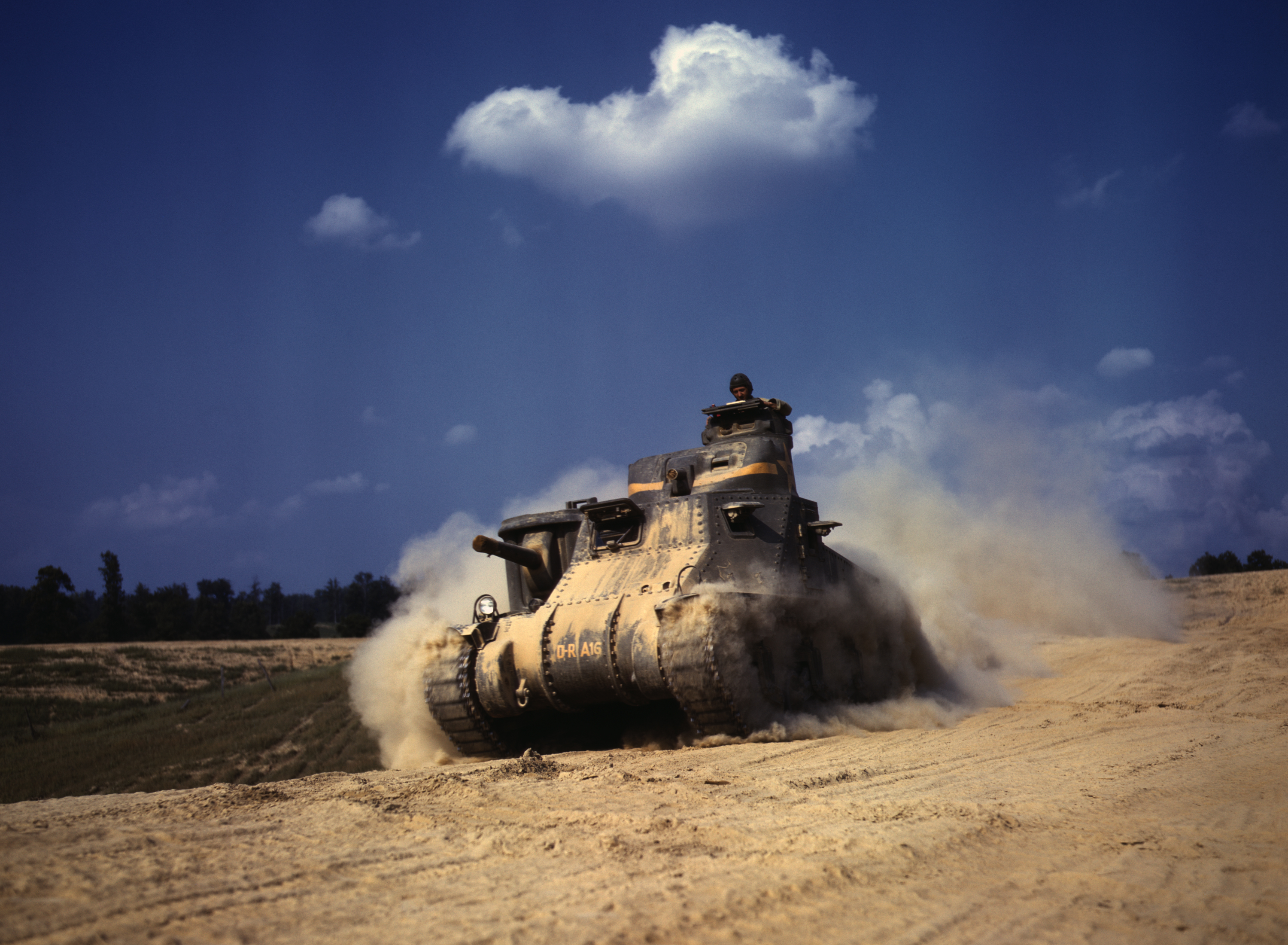
M3 Lee under en övning vid Fort Knox, Kentucky.
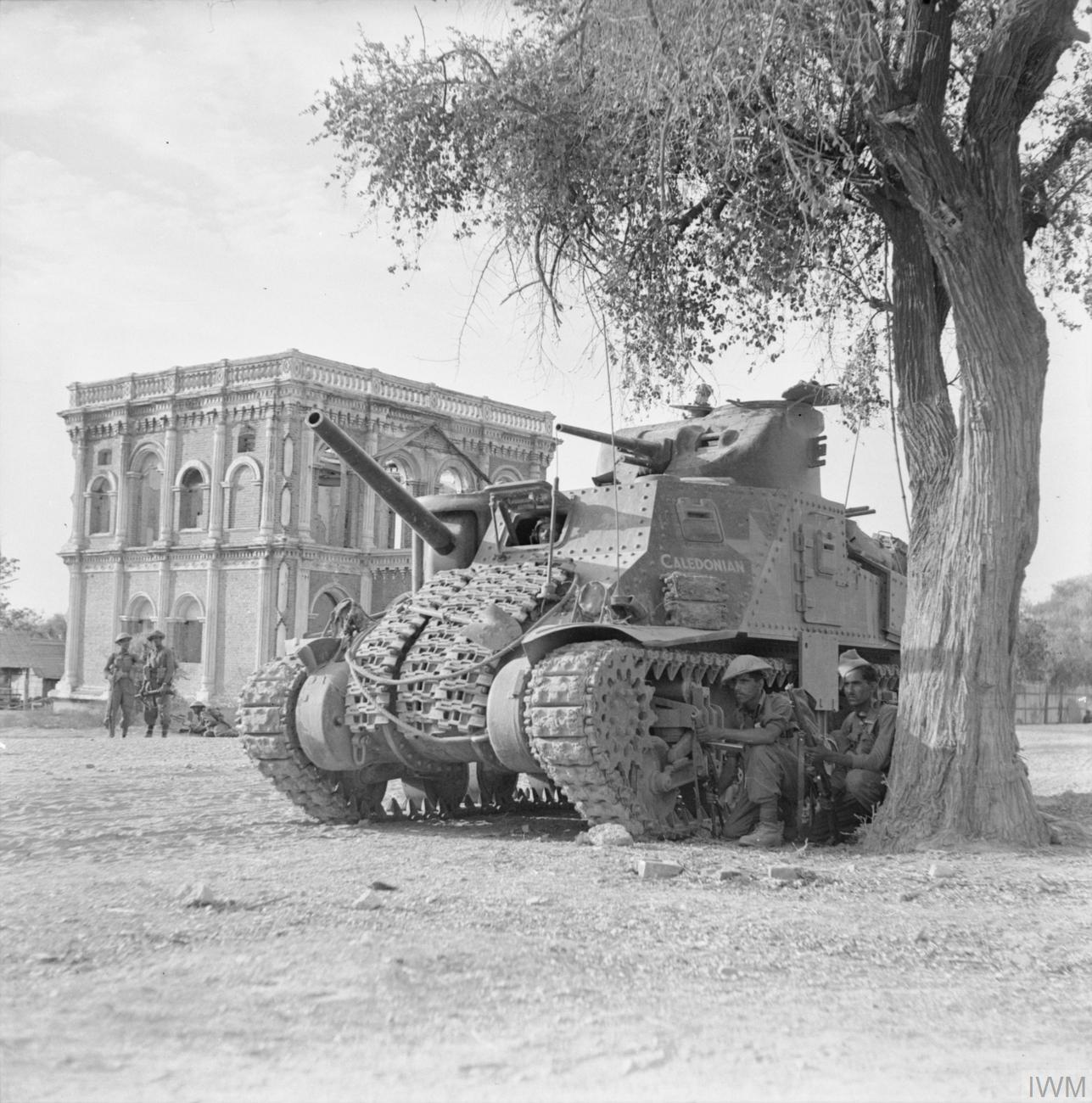
Brittisk Grant II (M3A5) vid Mandalay, Burma (numera Myanmar), under Burmafälttåget i mars 1945. Extra band har fästs över frontpansaret för att öka skyddet.
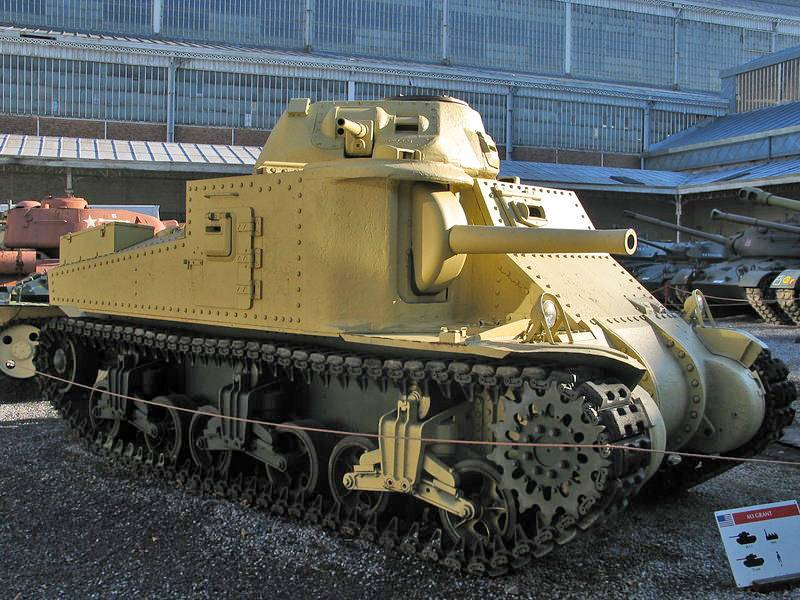
M3 Grant i ökendräkt
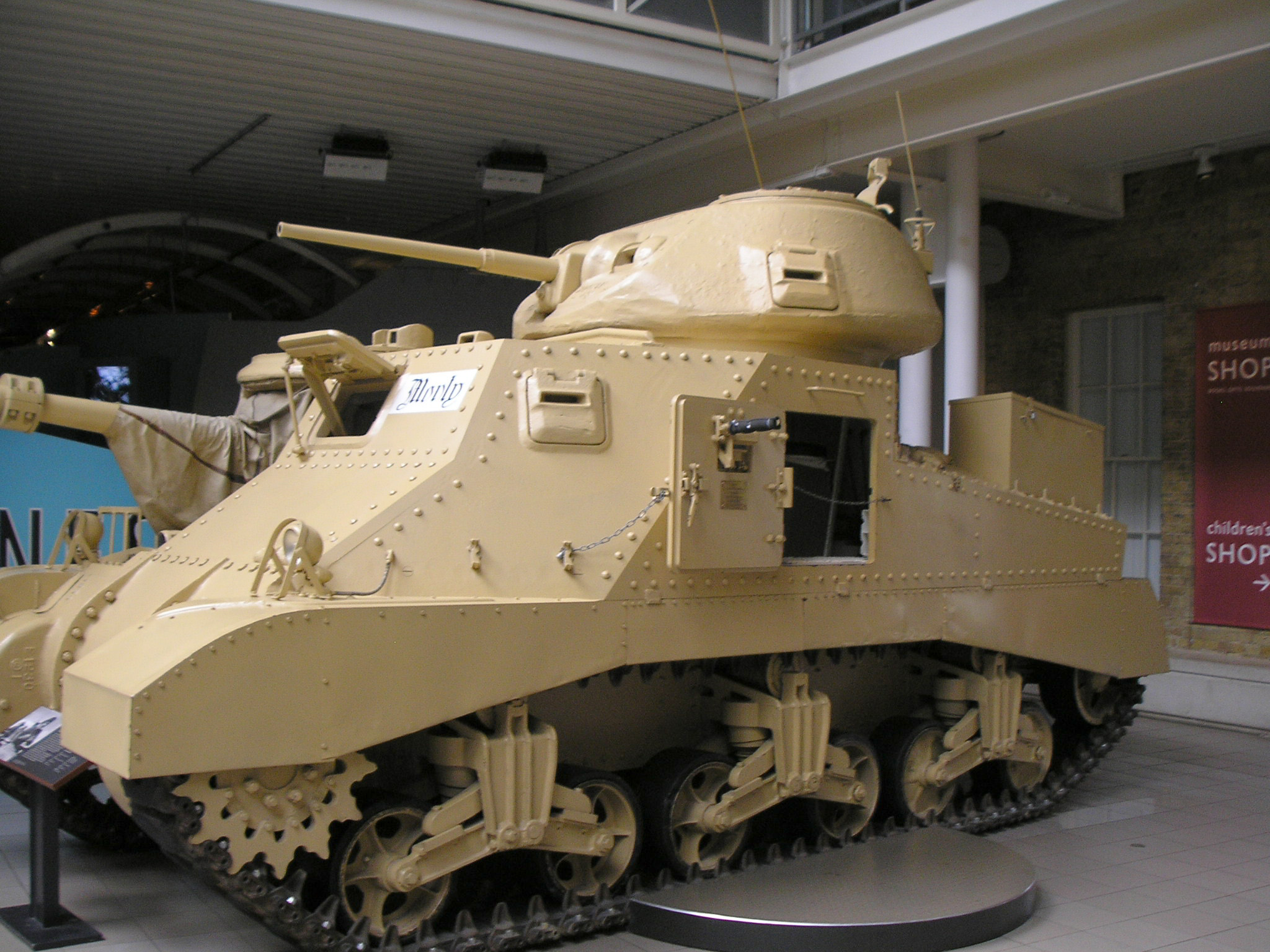
M3 Grant i ökendräkt